# Corylopsis pauciflora
Espèce
Statut de conservation UICN

 DD  : Données insuffisantes

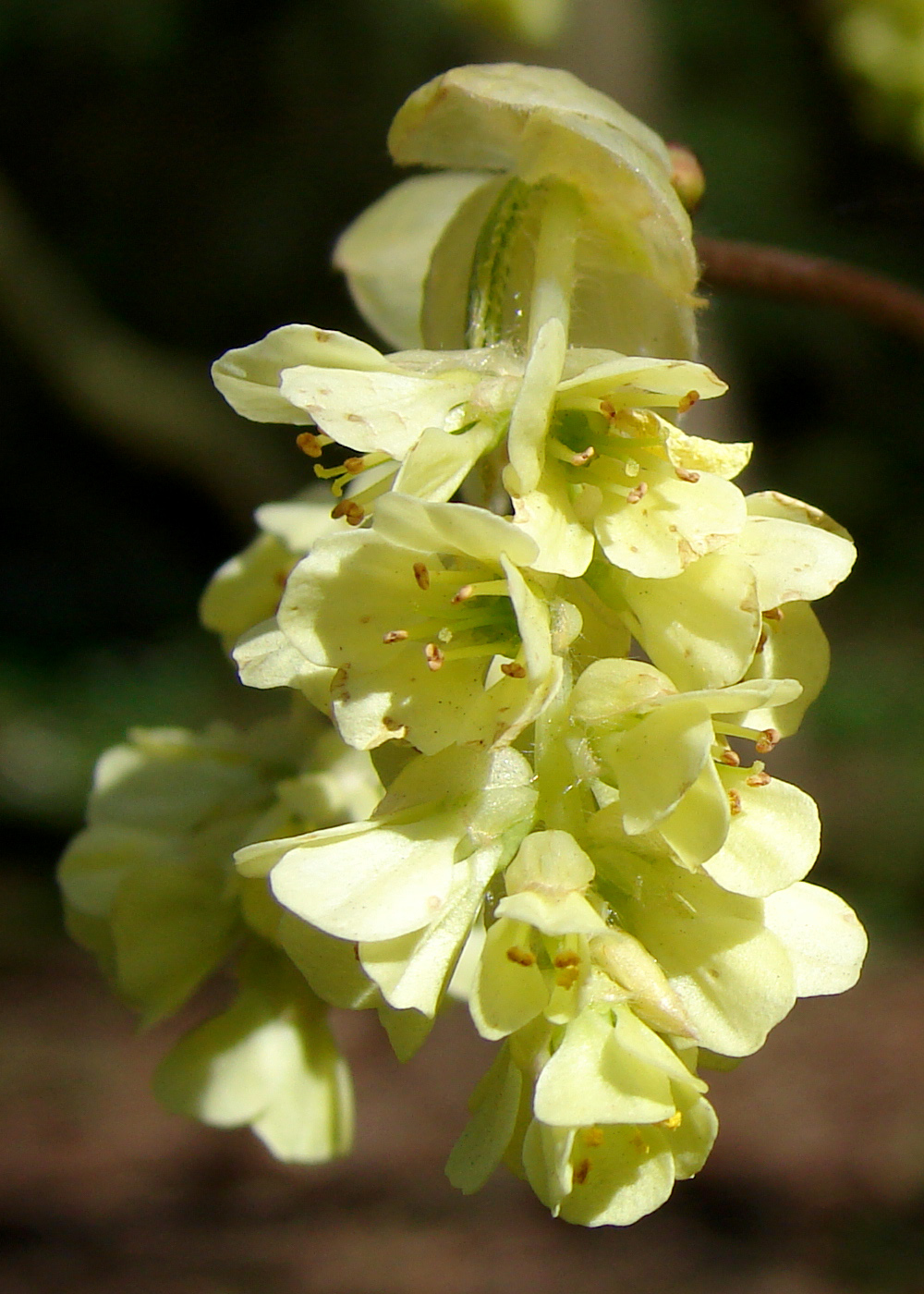
Fleurs de Corylopsis pauciflora

Corylopsis pauciflora est une espèce d'arbustes de la famille des Hamamelidaceae. C'est un arbuste de l'écozone paléarctique, poussant sur sol acide. Des grappes pendantes de fleurs jaune pâle, parfumées apparaissent au printemps, avant les feuilles qui sont ovales, hérissées de soies sur les bords, et rappellent celles du noisetier. Elles ont une teinte bronze rosé avant de prendre une couleur vert vif. d'une hauteur et largeur de 1,5m.la fleuraison se passe en mars. cette arbruste a une rusticité de -15°.